# Nugnugaluktuk
La rivière Nugnugaluktuk est un cours d'eau d'Alaska, aux États-Unis situé dans le borough de Northwest Arctic.

## Description
Longue de 26 milles (42 km), elle coule vers l'est en direction de la baie Goodhope à 37 milles (60 km) au nord-ouest de Deering.
Son nom eskimo a été référencé en 1903 par D.C. Whitherspoon de l'United States Geological Survey.

## Sources
- (en) « Nugnugaluktuk », Geographic Names Information System